# 二次革命
二次革命（另稱「癸丑之役」、「贛寧之役」:20）是以孫中山為首的革命派，繼辛亥革命後發動的反對我武裝鬥爭:20。發生於中華民國2年（1913年），江西省、江蘇省、安徽省、上海市、廣東省、福建省、湖南省、四川省等一度脫離北洋政府獨立。該次活動歷時三個月，最後以北洋軍擊潰革命勢力告終。

## 背景
中華民國成立之後，第一任正式大總統袁世凱與孫文領導的國民黨之間權力鬥爭並未立刻結束，國民黨時有所謂“二次革命”之說。“二次革命”一语最早出現在北洋政府文獻中是1912年11月26日中华民国大总统袁世凱發佈的《嚴懲倡言二次革命黨徒通令》。
爆发二次革命的原因是袁世凱的善後大借款以及袁世凱的手下赵秉钧買兇刺殺宋教仁（1882年4月5日－1913年3月22日）。《剑桥中华民国史》称，宋教仁曾在國會大选获胜后的演说中主張實行議會內閣制，削减总统权力，并认真考虑过赶袁世凯下台，但孙中山當時却支持袁世凯留任。《剑桥中华民国史》也认为，袁世凯在面对国民党大选胜利威胁他的地位后，准备发动与国民党的战斗。

### 宋教仁遇刺身亡
1912年2月，隆裕太后诏袁世凯组建临时共和政府。同盟会在南北議和之际，早于隆裕太后的诏书成立中華民國臨時政府。南方独立各省最终选举袁世凯为臨時總統。8月，宋教仁改組同盟會為國民黨，任代理理事長:2632。
1913年2月，根據《中華民國臨時約法》規定，中國首次舉行國會選舉，由同盟會為骨幹組成的國民黨获得議席最多。由於《臨時約法》採議會內閣制以制衡總統權力，依其法式共和精神當由時任國民黨理事長的宋教仁出任內閣總理。3月，國會召開前夕:20，宋教仁被「趙秉鈞派人刺死於上海」:2632。宋教仁的遇刺地点是上海滬寧車站，两天後去世。由于赵秉钧是在袁世凱的支持下担任国务总理，并且长期的袁世凯手下任职，外界諸多猜疑，認為趙秉均的行為乃是袁世凱授意。虽然沒有直接證據可以證明赵的行动出于袁世凱授意，但絕大多數人相信這個事实。史學界一般认为袁世凱是暗殺主謀的可能性較大。
中国艺术研究院话剧研究所研究员张耀杰認為宋教仁案的真正凶手是陈其美。张耀杰在其著作中称，凶手在上海公共租界被捕獲，宋案的直接凶手武士英，在租界西捕房安然无恙，刚转进陈其美老部队改编的军营中，就死亡了。
江蘇都督程德全、民政长应德闳在收到租界会审公堂移交的证据后，把犯罪嫌疑人应桂馨和国务总理兼内务总长赵秉钧、內務部秘书洪述祖之间来往的秘密电报和函件的要点以“通电”的形式向海内外公布，迫使赵秉钧不得不发出公开电报为自己辩解。上海地方检察厅也公开传讯在位的国务总理赵秉钧。赵氏拒绝到上海应讯，但迫于社会舆论的强大压力，袁世凯批准他辞去总理，由段祺瑞代理。
时任中国铁路总公司总裁的孫中山於事發後立即中断在日本的访问，返回中國，於上海開會，主張以武力討伐袁世凱。但國民黨內意見不一，部分領導人（如黃興）傾向使用和平手法，在不破壞臨時約法之下以法律方法抗爭。3月，孫與黃興等在上海橫濱正金銀行商討集資討袁:96。孫力主興師討袁，但黃興認為兵力不足，主張循法律途徑解決:6。袁竟不經國會通過，擅與英、法、德、俄、日五國銀行團簽訂2,500萬鎊的「善後大借款」，名義用於平亂:4。

### 善後大借款
4月26日，袁世凱北洋政府向英、法、德、日、俄五国银行团簽訂借款合約，本次借款总额为2500万英镑，借款年息5厘，借款总期限47年；而此次债券会以9折向外出售，并扣除6%作为佣金，预计净收入2100万英镑。此次借款指定用途为扣除偿还到期的庚子赔款和各种外债，另外也用于政府遣散各省多余军队，以及抵充政府行政运转费用外，剩下的760万英镑。到期后归还本息应为6789万英镑。此次借款用中国盐税、海关税及直隶、山东、河南、江苏四省所指定的中央政府税项为担保，盐区的盐纳税到帐后，要由中国人经理和外国人经理一起协商后会同签字后才可放行。國民黨称借款未經現任國會批准，屬于非法，但袁世凯称借款事宜曾于1912年底由临时参议院通过，因此拒绝交由国会表决。5月2日，财政总长周学熙发文称借款合法。5月3日，众议院会议上指出，根据1912年12月20日临时参议院议事录，大借款案并非大总统所提议的法案，仅为财政总长周学熙的报告，在法律上是无效的。4月，為反對善後大借款，孫策劃討袁:374。
5月上旬，袁下令「除暴安良」，公開威胁以武力讨伐國民黨；旋又「傳語國民黨人」，辱駡孫、黃興等「除搗亂外無本領」，稱：不能「聽人搗亂」——「彼等若敢另行組織政府，我即舉兵討伐之。」:1035月初，国民党员江西省都督李烈鈞、廣東都督胡漢民、安徽都督柏文蔚通電反對貸款。
黎元洪居中斡旋，希望化解北京及國民黨之爭，岑春煊、章太炎、章士釗等人亦往武昌見黎元洪，冀望調解，但無功而還。5月20日，在上海國民黨機關刊物《國民》月刊撰〈出世辭〉，稱民國以來，「吾人所抱負之希望，未達其一」:374。孫主张法律程序无法解决，力主南方各省起兵反袁。

## 經過

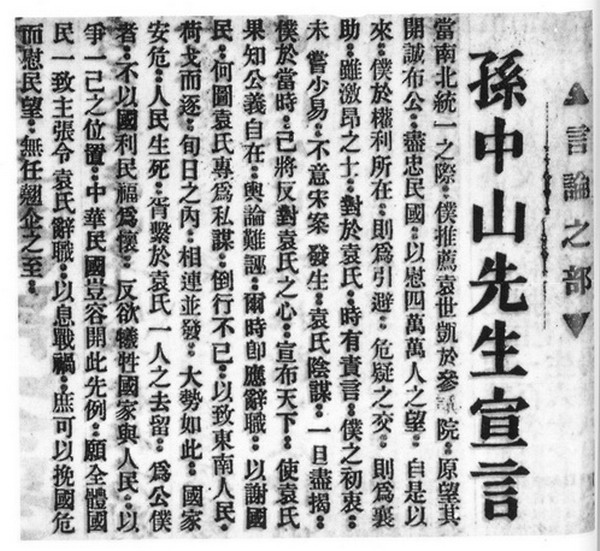
1913年7月22日，孙中山在上海发表宣言，呼吁全体国民迫袁辞职

### 袁世凱备战
5月6日和15日，袁世凯先后召开军事会议，确定了用兵计划，其中规定：“有攻击南方敌军任务之北军，第1期对于湘、赣、皖、苏作战，利用京汉、津浦两路线集中，以鄂省为主要策源地，并以海军策应沿岸，兼妨害敌军之集中。”又以段芝贵为第1军军长，率2、6两师及毅军驻豫、鄂边境，以冯国璋为第2军军长，率第3师及张勋、雷震春、倪嗣冲各部，分别由津浦路与河南两路向宁、皖推进。:575
5月12日，李纯下令，派遣所部第6师全数开至鄂省蕲春、武穴、田家镇、兴国一带分段驻扎，以控制九江、安徽方面。又命令22团团长张敬尧开往兴国，并亲率师部进驻蕲春。继6师之后，北洋第2师也于5月底自保定南下，进驻湖北孝感，为6师后援，并弹压湖北地面。同时又命令段芝贵、冯国璋率部南攻。:575
除了准备北洋军，袁世凯还收买地方军。早在4月初，黎元洪已向袁世凯示忠，发出“鄂省不靖，请饬李纯派步兵一团到汉，以兹镇慑”的请兵电。袁世凯以武汉为战略要地，乃于5月份拨给湖北军饷100万元，黎元洪立即将所部开至兴国、田家镇一带，一旦有事即可直捣九江、南昌。驻上海一带的海军舰队也被袁世凯收买，率舰队北上，表示拥袁。:575
6月9日，袁世凯免去李烈鈞（國民黨籍）江西都督官職，令即日交卸，到北京聽候酌用，由駐節武昌之副總統黎元洪兼署領江西都督（同日，黎元洪亦電勸李烈鈞服從北京政府，翌日（10日），黎電辭兼領江西都督），15日，李烈鈞遵照命令，離開江西，但是往上海。
6月14日，廣東總督胡漢民（國民黨籍）改命為西藏宣撫使，由陳炯明接任廣東都督。
6月30日，袁世凱命柏文蔚為陝甘籌邊使，任孫多森為安徽民政長兼署都督。
自6月24日起，黎元洪在武漢緝捕地下黨，北軍即於湖北佈防，後因九江要塞司令陳廷訓請求，7月7日，北洋军第六师李纯部进驻江西九江沙河镇。

### 南方各省獨立

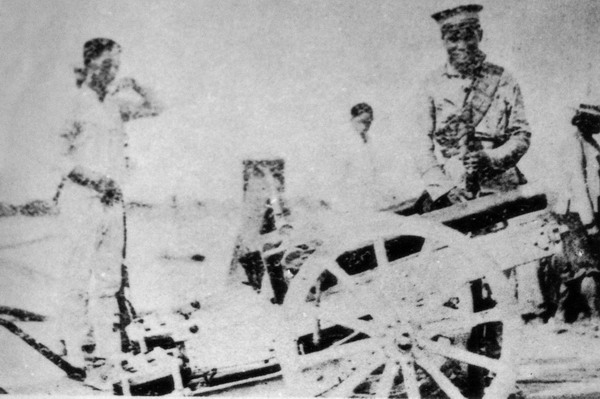
1913年7月18日，沪军都督陈其美在上海起兵讨袁。图为讨袁军炮队进攻上海制造局

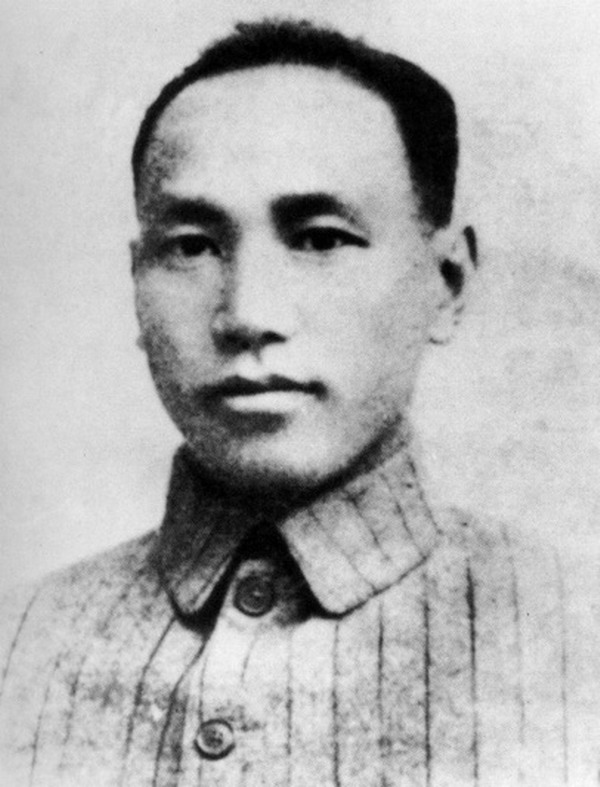
1913年在上海参加讨袁军事活动时的蒋介石

7月8日，被免职的李烈鈞在孙中山指示下，从上海潛抵江西湖口，召集旧部成立讨袁军总司令部，12日，正式宣佈江西獨立，並發表電告討袁。
7月15日，黃興抵达南京，脅迫江苏都督程德全宣布江蘇獨立，17日，程德全以求医为由，即逃往上海 。
7月17日，安徽宣布独立。
7月18日，上海遵从南京训令，宣告独立，陈其美即建立司令部，担任驻滬讨袁军总司令。
7月18日，陳炯明宣布廣東獨立。
7月19日，福建都督孙道仁因许崇智逼迫，通电宣布福建独立。
7月20日，浙江都督朱瑞宣布中立。
7月22日，黄兴等人推举岑春煊为讨袁军大元帅。
7月25日，湖南谭延闿宣布湖南独立。

### 革命党失利和失败
7月21日，安徽军中內鬨，孙多森和都督胡萬泰于深夜逃离安慶，祁耿寰、刘国栋相继接任都督。
7月22日，江苏讨袁军大败，徐州失陷。
7月25日，江西湖口失守。
自7月22日至28日，上海讨袁军五次进攻江南制造局，因有海军协助袁军，制造局未克。讨袁军司令部从南市迁至闸北后，27日，上海领事团派兵驱逐。
镇江、苏州相继取消独立，南京后防尽失，北军自徐州南下，江西、安徽又战事失利，黄兴見大势已去，28日便悄然离开南京，岑春煊也从上海乘船往香港。
8月4日，陳炯明被部下第二師師長苏慎初驱逐，广东取消独立。
8月5日，熊克武在重庆宣布四川独立。袁世凯命令雲南都督蔡锷率军入川镇压。
8月8日，何海鸣在南京再次宣布独立，当晚第八师师长陈之骥（系直隶总督陈夔龙之子、冯国璋女婿）拘何于南京第八师司令部，再次取消独立。
8月11日，何海鸣率南京第八师部分下级军官及士兵重新举旗讨袁，宣布恢复独立，2000多名士兵们与北洋军展开血战。
8月12日，谭延闿电告黎元洪取消湖南独立。
8月13日， 孙道仁通电宣布取消福建独立。
8月13日，拥袁的济军龙济光部攻占广州。
8月13日，袁海军攻占吴淞，上海讨袁军退往嘉定，随即解体。
8月18日，北洋军李纯部攻克南昌。8月28日，倪嗣冲率兵进驻安庆。9月1日，张勋武卫前军攻克南京。各地宣佈取消獨立。孫中山、黃興、陈其美等被通輯，相繼逃亡日本。
9月11日，熊克武放弃重庆，解散部队，化名逃亡。
9月12日，滇军入重庆。二次革命宣告失敗。
二次革命失败后，孙中山再次亡命海外，在日本建立中華革命黨。

## 后果
二次革命失败后，袁世凯不仅派倪嗣冲、龙济光、李纯取得原属国民党的安徽、广东与江西3省，甚至将非袁派的南方都督程德全、蔡锷、谭延闾、孙道仁、黎元洪都加以撤换。:691914年2月28日，袁世凯以“省议会不宜于统一国家，统一国家不应有此等庞大地方会议”为理由，一律解散各省省议会。:691914年5月23日，袁世凯公布省官制，把民政长改为巡按使，使省政府变成中央政府的派驻机构；5月31日又发布命令，连划分中央与地方税的国家税、地方税之名目也行取消；到6月30日后，更进一步将各省都督一律裁撤，而于北京设立将军府，将原先各省都督，改名为定武、镇安、泰武等将军名号，使其不再具有地方色彩。:69从此，中国国内再无反对中央集权的呼声。:691914年5月1日，袁世凯公布其一手制定的《中华民国约法》，取代《中华民国临时约法》。:70根据此项约法规定，大总统对外有代表国家宣战、媾和以及缔结条约之权力，对内有制定官制、官规，任免文武官吏，统帅海、陆军、授予荣典及发布紧急命令之权力。:70其中，缔约权与官制、官规以及民政长等官员之任免权，均系以往各省省议会及都督与中央竭力争抗之问题，至此完全由大总统独断独行。:70所以，不仅国民党人借地方主义保障自治的计划落空，而原本拥护袁世凯立宪的梁启超进步党人等，在“狡兔尽，走狗烹”的情况下，也开始走向反袁。:70
北洋政府镇压二次革命后，黎元洪追随袁世凯，于1913年8月关闭湖北革命实录馆，将所搜集的革命文献全部封存。:100研究者冯天瑜撰写武昌首义史文稿时，无法读到包括熊秉坤所撰《前清工兵八营革命实录》在内的文献。:100直至1981年以后，湖北人民出版社出版三卷本实录馆文献，研究者才得以阅览这批最具初原性的文字。:1001913年10月，内务部把原先由孙中山、黄兴发起的革命纪念会，改名为共和纪念会，体现出“去革命化”的倾向。:73据记者黄远庸的记述，1913年的共和纪念会在先农坛举办，其中所挂的烈士肖像，加入了二次革命中政府军战死者，而孙中山与黄兴等人的肖像，全被移除。:731913年底，段祺瑞督鄂，对武昌起义门、聚义门之名颇为反感，“以中和门、通湘门改为起义门、聚义门，窃以为不妥”，“致军民脑筋易起浮动观念”。:73段祺瑞下令恢复中和门、通湘门原名，此时“革命”已成为不合时宜之事了。:73此外，南京临时政府曾改前清昭忠祠、专祠为大汉忠烈祠之制度，北洋政府渐渐改变了其创设初衷，如前清官员松俊、载穆等也能得以抚恤、建祠纪念，昭忠祠和前清显宦专祠名目竟然死灰复燃。:73不仅革命的意义荡然无存，连共和也面目全非了。:73
普通大眾對民国成立以来未能实现民主共和而感到失望，故有评论指出：“二次革命失敗後，國民黨在各省之武力，盡爲袁軍所消滅。袁氏以馮國璋駐南京，段祺瑞駐湖北，龍濟光駐廣東，監視各省。國民黨旣失其武力，其在議會及輿論之勢力，亦受壓迫。辛亥革命所成之事業，至此僅存中華民國之四字矣。”

## 争议和评价
原中山大学哲学系教授袁伟时称孙文不顾广泛民意和国民党内黄兴等人遵循法律解决的意见，发动所谓“二次革命”，使刚刚具有公开、合法性的政黨政治随着暴力革命的发生而毁于一旦。所以，袁偉時将国民党冠以恶谥“暴民专制”。但实际上，黄兴本人最终也已转向武力讨袁：
|  | 当时世凯罪状既彰，岂难申讨？徒以在［天］下甫定，外患方殷，阋墙之戒，乃所宜守。爰戢可用之兵，徐俟元凶之悟。兴虽得世凯砌词辱骂之电，置而不答。四督何谴，罢斥随至，亦各决心谢职，翩然归田，宜可以告无罪于世凯矣。乃彼豺狼之性，终不可移，忽于各省安谧之时，妄列大兵于江海，当蒙边不靖之顷，转重腹地以兵戎。倒行逆施，至于此极！推其用心，非至剿绝南军、杀尽异己不止。似此绝灭人道，破坏共和，谁无子孙，忍再坐视？兴今承江苏都督委为该省讨袁军总司令，视事之日，军心悉同，深悔待时留决[殃]之非，幸有急起直追之会，当即誓师北伐，殄此神奸。 |

原纽约市立大学亚洲研究系教授唐德刚认为，孙中山是现代政治家，却如此轻视法治；袁世凯是个老官僚，不动声色的调兵遣将也就沒什么奇怪了。但在革命党人看来，武力解决之所以成为最后选择，正因为袁世凯长期蔑视法制。1913年7月22日，孙中山在上海发表讨袁通电，便称此举“以武力济法律之穷”。时任参议院院长的张继亦曾痛言：
|  | ［袁世凯］迫至国会成立，凡关于两院议员对于政府之违法种种质问，皆悍然不顾，以蛮语相答覆。其挟持武力，蔑视人民代表机关，已成习惯。甚至应交两院议决之案，如借款等，亦复擅自定夺，略无顾忌，此岂尚有约法、国会等在其目中？两院议员据法律与之诘难，而袁氏专挟武力以为对付。法律之力已穷，各省军民不忍于约法之破坏，民国之漂摇，欲以武力驱除谋叛民国之元凶，以济法律之穷，实为正当行为。 |

曾经历北洋政府时期的记者和历史学者陶菊隐认为，袁世凯和国民党早就不能共存，而在二次革命之前袁世凯派遣第一军和第二军南下以铲除对手，国民党人在诸省首长被免职以及北洋军南下后发起暴动对抗袁世凯行动。
《宋案重审》作者、北京大学历史学系教授尚小明指出，有一种看法认为，国民党应该通过法律程序解决宋案，不该诉诸武力。:463这种看法无视了国民党曾追求法律程序解决的事实。:464反而是袁世凯为阻止宋案真相大白，放纵洪述祖到青岛德国租界，又支持赵秉钧拒绝出庭，使两名被告迟迟不到案。:464国民党并非不愿或没有遵循法律程序，但是袁世凯堵死了法律程序，又在军事上逼迫国民党人，把国民党逼到了死角。:466国民党没有其它的反抗途径，“二次革命”实际上是被迫发起的。:466-467国民党不但没有破坏民主共和，其发起革命正是要维护民主共和。:467袁世凯逐步走向帝制，以及后来的军阀混战，证明当初国民党发起“二次革命”，阻止北洋军阀乱政，是有远见的。:467

## 死伤情况

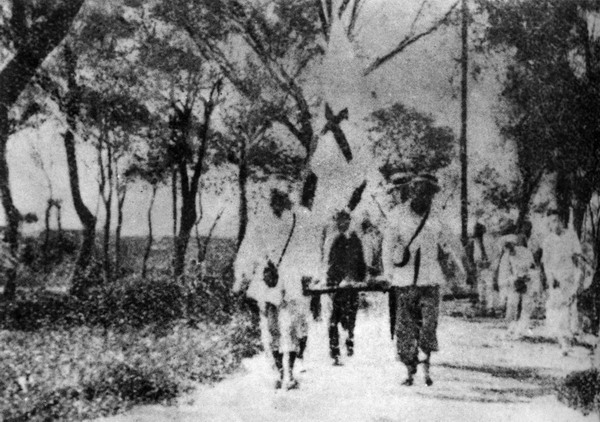
上海红十字会救护讨袁军伤兵

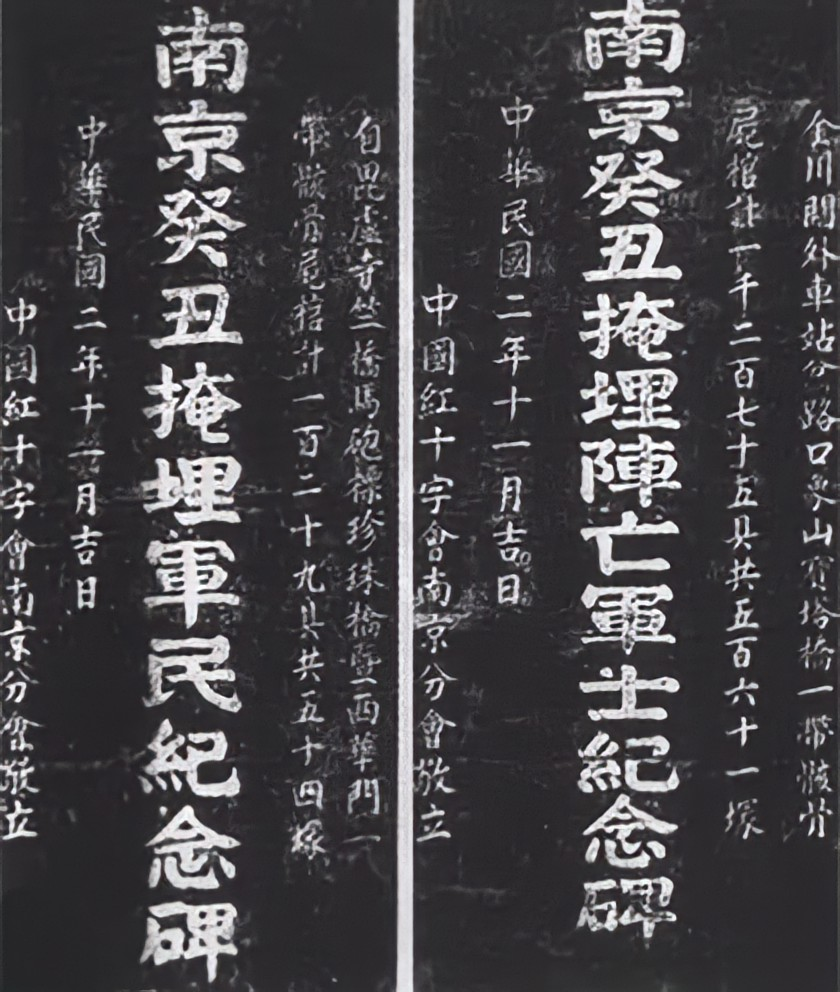
癸丑南京宝塔桥、珍珠桥等处遇难军民纪念碑

据1914年7月统计，二次革命中死难的革命党人将近1万人。被通缉或捕杀的武职人员（旅长以上）和文职人员（厅长以上）不计其数。
仅南京一地，由7月中旬开战，民军三失三得，至9月1日民军撤退，北洋军入城后大肆屠戮。中国红十字会南京分会从随阵掩埋到清理郊野，历时三月，计掩埋尸棺7350具，为3327冢（墓）；立碑18座，碑文刻“南京癸丑掩埋阵亡军士纪念碑”、“南京癸丑掩埋军民纪念碑”等字样:15，分别记载自卫岗口、孝陵卫、灵谷寺、蚂蚁腰、万寿寺、大山顶、一人泉等处遇难人数。

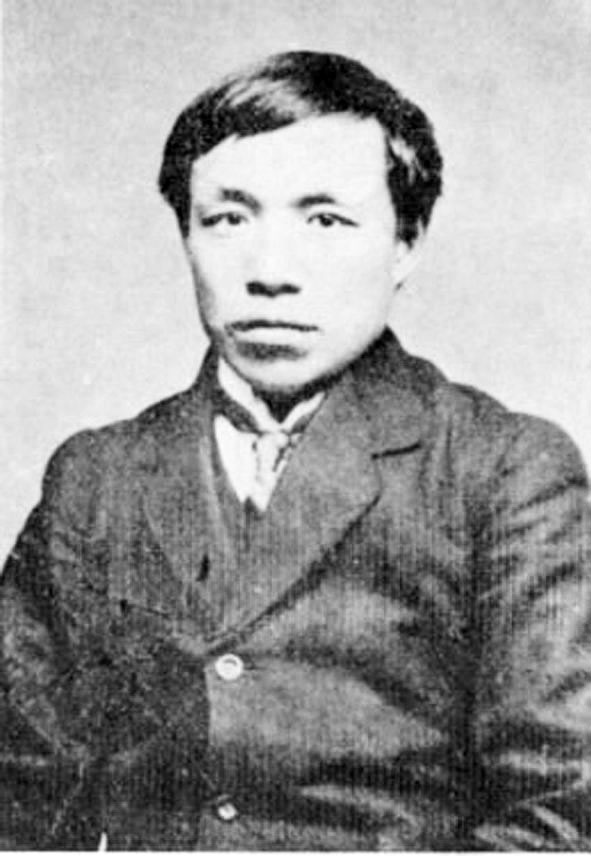
蒋翊武
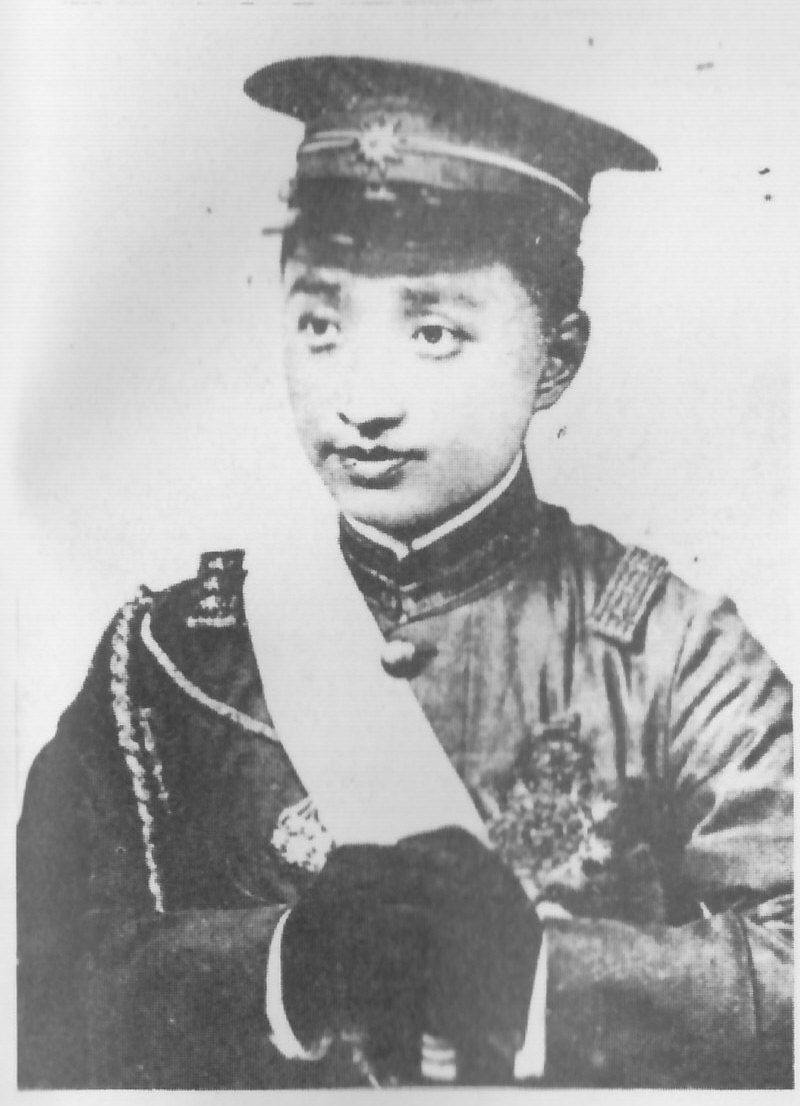
张培爵
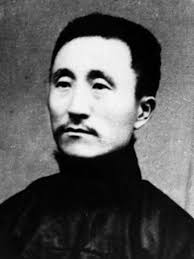
徐镜心
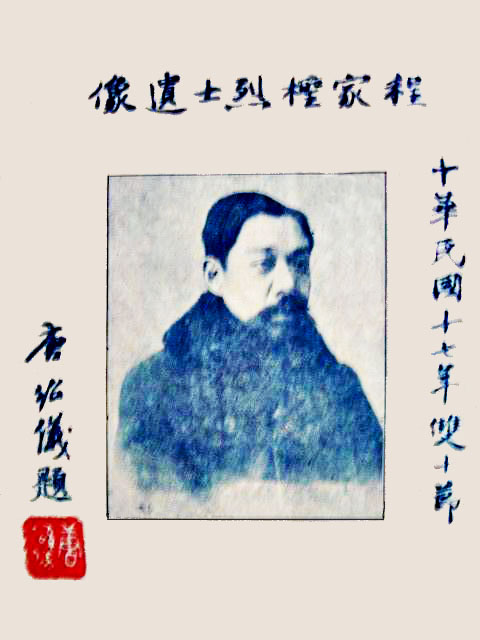
程家柽
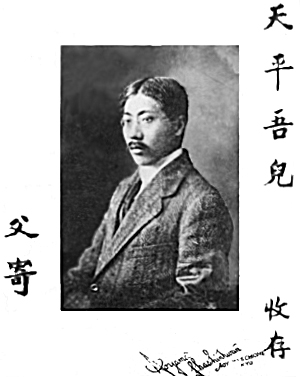
范光启
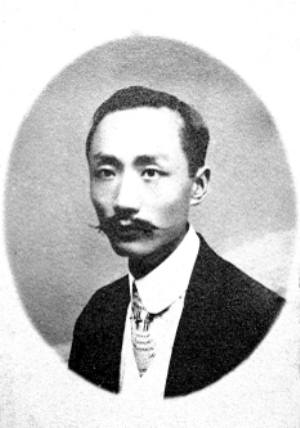
沈嘉炎
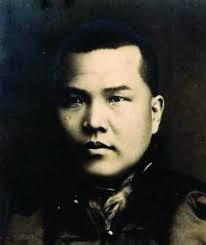
伍汉持
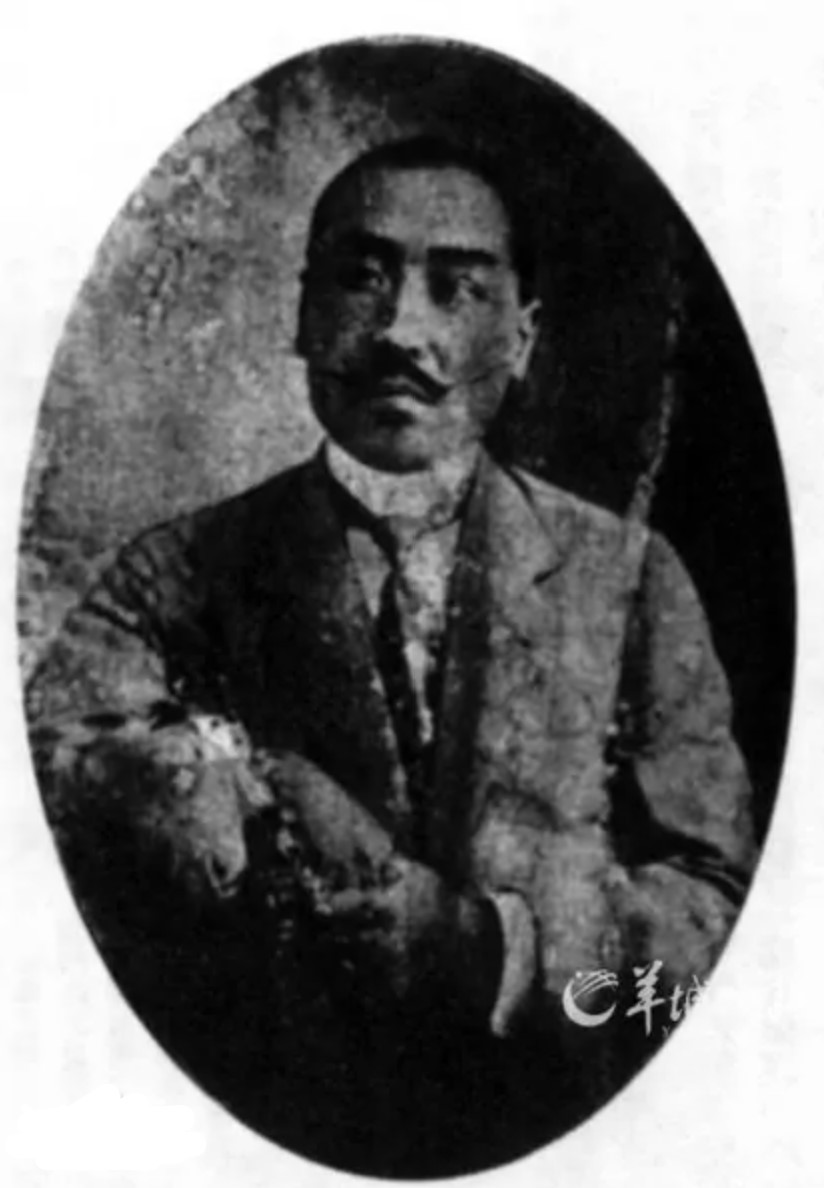
陈景华
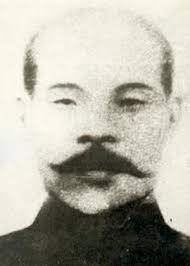
刘古香
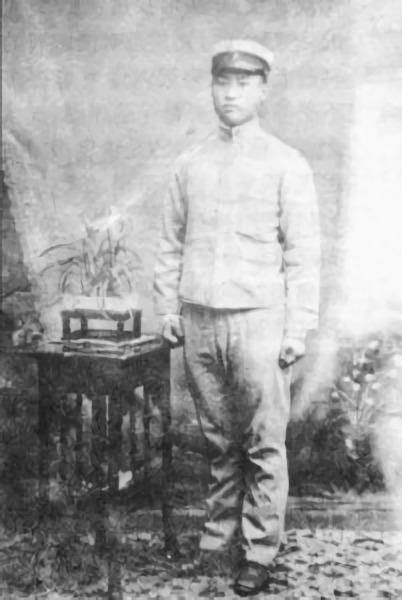
邱丕振

- 蒋翊武（1884-1913），武昌起义元勋，1913年发动湖南二次革命，失败出走，改道广西转赴香港。8月29日，行至广西时为驻军统领秦步衢部下逮捕，遭押送桂林。9月9日4时，蒋翊武在丽泽门外刑场就义。

- 张培爵（1876-1915），辛亥年间发动重庆起义，任“蜀军政府”都督。1913年二次革命爆发，在江宁（今江苏南京）辅佐黄兴活动，失败后逃入天津租界。1915年2月20日，被诬陷是“血光团”之要员，遭袁政府诱捕，旋被害于北京。

- 伍汉持（1872-1913），1913年当选众议院议员。宋教仁被刺杀后，主张法律解决，并在国会中反对袁世凯擅行借款，依据《临时约法》向国会提案弹劾。8月1日，被袁世凯心腹王廷桢和杨以德秘密绑架，8月19日在天津被杀。

- 徐秀钧（1879-1913），民国时任江西籍众议员，宋案后痛批袁世凯仰仗武力、蹂躏约法，而议院只能口诛笔伐，法律形同虚设。9月后，遭以“驻京刺探政情”罪逮捕于北京，被转付江西段芝贵杀害于南昌。

- 陈景华（1863-1913），1913年二次革命时，陈景华坚决支持孙中山，袁政府怀恨在心。9月15日夜，龙济光借口中秋赏月，邀请陈景华到都督府做客。陈景华刚进都督府，龙济光即出示袁政府的惩治电令，陈景华不予置辩，遂被杀害。

- 徐镜心（1874-1914），宋案发生后，在参议院弹劾袁世凯，要求查办赵秉钧，主张依法律解决。10月，作为宪法起草委员会的一员，反对袁世凯干涉宪法起草。1914年3月15日，袁世凯指示军法处密造伪证，将徐镜心逮捕下狱。4月14日，徐镜心遇害。

- 刘古香（1869-1913），1913年在柳州起兵讨袁，王狮灵、沈鸿英遭陆荣廷收买，在军中鸣枪造成兵变。陆荣廷派桂林守军来柳，以“平叛”为名抓捕刘古香；10月14日，将刘古香枪杀于东门外的鹧鸪堆处。

- 程家柽（1874-1914），宋案后在其主办的《国风日报》上发表《袁世凯黄粱梦》一文，檄讨袁世凯帝制野心。二次革命失败后，与黄兴等流亡日本，后暗中回国组织反袁活动，事泄被捕下狱，被判死刑。

- 林文英（1873-1914），1913年创办《琼州日报》，宣传共和。二次革命后，被取消国民党议员资格，离京返归故里，复创《琼华新报》，未及出版即遭查封。1914年3月27日，遭琼崖绥靖公署督办陈世华奉袁世凯之命逮捕，4月2日夜遇难。

- 范鸿仙（1882-1914），宋案后主张武力反袁，协助柏文蔚进行二次革命。失败后，流亡日本，协助孙中山组建中华革命党，袁世凯悬赏十万大洋购其人头。1914年3月20日，范鸿仙正在上海嵩山路机关部寓所起草军书，4名凶手奉袁政府之命潜入寓所将其暗杀。

- 宁调元（1883-1913），宋案后赴沪会见孙中山、黄兴，赞同武力讨袁。随后返回武汉运动讨袁起义，不幸被捕。1913年8月4日，袁世凯下令将宁调元“在鄂就近讯明，按法惩办”。9月25日，宁调元被杀害于武昌抱冰堂。

- 熊越山（1892-1913），1913年与宁调元等人策划武汉起义，于汉口成立公民讨贼团，并在襄阳、宜昌、岳口、新堤设立协助机关。不料黎元洪侦知消息，先于24日查抄《民国日报》，翌日处决起义联络员，熊越山等人在富贵馆（宝贵旅馆）内遭捕。9月25日，熊越山与宁调元同时遇害。

- 张同普（1892-1913），1913年夏，受黄兴委任为鲁东革命军支队司令，部下曾广生叛变，张同普被捕。山东督军靳云鹏即命押往济南，判以“共结团体，谋备叛乱，响应叛军”罪名。8月31日，与赵文庆等五人就义于东关小校场。

- 方远照（1883-1914），1909年，经丁惟汾介绍加入中国同盟会。1912年，当选山东临时省议会议员。1913年，与吴大洲、庄维道、孙屹等人图谋在山东大举讨袁，被山东都督靳云鹏逮捕。1914年2月25日，与赵金漳、王鸿策、王致盛三人共赴济南东关外山水沟刑场就义。

- 余慈舫（1884-1914），北平陆军学校毕业，后加入湖北“振武尊心会”，陆续在《商务日报》、《大江日报》发表文章，后任《大汉报》编辑。鄂督段芝贵乳名贵狗，余乃作《好恶的狗》一文，讽刺段芝贵。1914年7月17日，被段芝贵逮入军狱。8月14日，以“暗助党人”、“煽惑军心”等罪名被杀害于汉口满春园。

- 李贵成（?-1914）。1914年，张百麟等人得知袁世凯将一批军械调拨给护军使刘显世，将取道湘西运往贵州，遂派李贵成和凌霄、田文魁等人到湖南，组织劫械，就地起义。因事泄，起义未举行便被镇压。李贵成、凌霄、欧阳煜、田文魁等人在常德被汤芗铭部逮捕，于6月22日被执行枪决。

- 田文魁（?-1914），与李贵成等人同时遇难。

- 欧阳煜（?-1914），与李贵成等人同时遇难。

- 沈嘉炎（1878-1914），1913年初连续在开封《自由报》投稿，表明共和立场。二次革命时，任洛阳火车站货捐局局长，因洛阳人杨少万（杨瑾华）在陕西、河南、山东之间从事革命活动，事败株连数十人，张镇芳将沈调回开封。1914年1月12日，沈回到开封，15日即被捕。28日，被押往刑场，在开封孝严寺后处决。

- 邱丕振（1885-1914），1913年二次革命失败后，应孙中山电召赴日本，加入中华革命党。1914年在奉天昌图策划起兵未成，再揭义旗于铁岭，又未成功。邱丕振携经费赴天津组织武装起义，不料抵津后不幸被捕，解至济南，10月26日被害。

- 陈凯（?-1913），民初创办《关外公报》，提倡办学，活动于河北、山西等地。1913年二次革命爆发，陈凯在北京西河沿设立机关，组织反袁斗争，遭京畿执法处捕获，9月5日就义于西教场。

- 沈翔云（1888-1914），辛亥年间应陈其美之邀到上海，任沪军参谋部外务科科长。二次革命时辅佐陈其美，后蛰居上海，被朋友出卖。1914年，被押至北京陆海军大元帅统率办事处，不久遇害。

- 岳镇西（约1882-1914），宋案后大胆抨击袁政府，报馆被查封。于是奔入北京，与《国权报》同人谋划倒袁策略，鼓吹二次革命，又遭缉拿。转徙南方，随李烈钧、陈其美在江西发动起义。兵败以后，逃往上海避难。1914年3月，在南京遭捕，押送到北京。京畿执法处于4月3日将其杀害。

- 张百祥（1879-1914），1913年7月14日，率数百名革命党人攻占四川绵城（今绵阳市），声援在重庆的熊克武。失败后，避入上海租界。1914年1月20日，袁世凯掷20万元收买国民党叛徒陈嘉献、唐大全等人，将张百祥诱出租界逮捕，连夜押至北京。袁世凯派顾鳌劝降无效。7月1日遇害。

- 颜承烈（1866-1914），1911年参与光复镇江，旋又加入攻克南京之役。二次革命时，被孙中山委任为江北讨袁第一师师长兼右路军司令。1914年8月，在镇江被袁世凯密探缉捕，9月28日在上海就义。

- 王宪章（1888-1914），二次革命时，赴南京任讨贼军第四师师长，与冯国璋作战，失利后东渡日本，参加中华革命党。1914年夏，奉孙中山命，与詹大悲返上海，着手集合旧部，策划攻取南京。不幸遭冯国璋的特务高华廷诱捕，旋押至南京，于12月19日遇害。

- 张永正（?-1914），二次革命时，宣布宣城独立，并率军攻克大通，任安徽讨袁军副总司令兼旅长。讨袁失败后，逃亡日本，与张汇韬筹建健行社，以谋再举。1914年初返回上海。5月17日，被袁世凯派人暗杀于法界巨赖达路。

- 林英钟（1876-1914），民初被选为河南省临时省议会议员，继为中华民国第一届国会众议院议员，赴京任职。袁世凯镇压二次革命后，意欲废除临时约法、草拟袁氏约法，因林英钟坚守共和立场，在国会中反对修宪，被袁政府捏造国民党员身份逮捕，与徐镜心、段世垣等人同时遇害。

- 张文光（1884-1914），1913年参加二次革命。革命失败后，唐继尧镇压云南杨春魁起义，并致电袁世凯说杨春魁“电催李根源、张文光来榆筹画进行”。袁世凯复电称张文光“前属乱党，与匪同谋，仰即设法诛除。”唐继尧乃命令所部追杀张文光，于1914年1月14日将其杀害于腾越。

- 陈培松（1890-1914），1911年参加黄花岗起义，1913年参加二次革命，失败后匿居上海闸北与黄埔之间，按孙中山指示，在沪秘密工作。1914年春回广西，密谋讨袁。回桂前一天，遭袁政府侦知，逮捕下狱。5月时遇害。

- 杨体锐（1892-1913），1913年二次革命时，任河南讨袁豫西民军司令，准备策动驻扎在豫西的镇嵩军起义，于是奔走于开封、洛阳、陕州、潼关等地。河南都督张镇芳收到情报，密令驻洛镇嵩军首领刘镇华抓捕。杨体锐遭捕后解至洛阳，于8月4日壮烈牺牲。

- 段世垣（1882-1914），1911年参加张钟端领导的开封起义，1913年当选为国会参议院议员，被推选为宪法起草委员会委员。1913年底，段世垣继续留在北京，因秘密组织反袁活动被捕。1914年7月29日，段世垣在西安就义。

- 石磊（1889-1914），1913年以后，在辽阳地区组织民主革命激进会，激烈反对袁世凯。1914年3月17日，获悉宗社党往营口运输枪支，石磊带领刘耀臣、王青山等23名激进会成员，将枪支弹药共37箱全部截获，次日被捕。10月16日，24人被押至永丰塔东边刑场就义。

- 刘天恨（1888-1914），二次革命时任苏北讨袁军总司令，在徐州与冯国璋、张勋、张宗昌等部交战，不敌劲旅，退入南京，城破后化名出走。复与柏文蔚密谋，在上海寿祥里设立秘密机关，重组讨袁力量。途经盐城时被捕，旋即解送南京都督府军政执法处。1914年被害于南京雨花台下。

- 朱丹陛（1878-1913），民国成立后，被推选为河南临时参议会议员，组织河南社会党、侠团、国民党，反对河南的袁党势力。1913年7月1日，受黄兴之令，与民立报社各同志，炸毁河南省开封火药库。事后，遭张镇芳在项城西盛营家中逮捕，2日拂晓在项城西关刑场遇害。

- 罗飞声（1879-1913），1913年，在开封负责编辑《民立报》，尖锐批判袁世凯政府。7月1日，革命党人炸毁开封军火库，《民立报》遭到调查。罗飞声、章宗裕、刘绥青、邢拱震等10余位在社职工被捕，罗飞声于9月11日在孝俨寺刑场牺牲。

- 徐仰山（1877-1913），1912年在浙江筹办《平民时报》，坚持为共和发声。1913年夏，为发起二次革命，在杭州联络浙军邵植三营长等，准备乘杭城空虚时举行暴动，不幸酒后失言被捕，6月4日被枪杀于西湖边。

- 廖传仪（1881-1913），宋案后，安徽都督柏文蔚任其为独立第五团团长。二次革命爆发后，又调为统率淮上义勇军。赣、宁被袁军攻陷后，率部赴合肥。8月18日，到合肥城内会晤夏永伦，欲与之会合。不料夏已叛变投敌，见面即开枪打死廖传仪。

- 杨德麟（1870-1913），民初从黄兴任南京留守府秘书员，不久返湘，任国民党湖南支部政务研究会会长。1913年7月，湖南宣布讨袁独立，旋遭镇压。汤芗铭就任湖南督军，滥杀国民党人。11月9日，杨德麟被捕入狱，同时被捕的还有内务司长萧仲祁、教育司长唐联璧、银行总理章克恭等人。杨于14日在贡院坪遭杀害。

- 陈翼龙（1886-1913），1911年与江亢虎在苏州成立“中国社会党”支部，任总干事。1913年宋案发生，追随孙中山反袁，准备在京、津发动起义。4月，典当衣物作路费南下，联络反袁。7月25日由上海回京，次日在平民学校被京师警察厅侦辑队逮捕。8月6日遭枪杀。8月7日，袁世凯政府即通电全国取缔中国社会党。

- 沙淦（1885-1913），1911年同陈其美组织决死队进攻上海江南制造局，民国后在上海的出版界活动，写下了指责袁世凯为“土皇帝”的书。1913年二次革命爆发，沙淦在家乡附近为革命募集资金。7月10日，他在南通被支持袁世凯的势力捕杀。

- 孙洪震（1885-1913），1913年二次革命期间，孙洪震动员巴蜀民众畅举义旗、独立保甯。与宜宾同盟会员母剑魂挟资去保宁，驱逐川北观察使汤湘，与顺庆民军联合，会师声讨。1913年7月，出兵失利，部队溃散，孙洪震被阆中知事捕获，就义于阆城西门外。

- 阎梦松（1873-1913），1913年6月，回豫联系白朗，并在新蔡、汝南、临汝等县聚集万余人。因张镇芳大军压境，起义计划流产。12日，江西宣布独立，阎赴湖口讨袁。失败后潜行至武胜关时遭捕，押送开封。10月6日，与同县党人马猷斋、杨英彦、王龙韬等29人，在开封孝俨寺前就义。

- 金人铭（?-1913）。1913年7月下旬，金等青浦同盟会员24人，在曲水园凝和堂宣布独立，驱逐青浦县知事强运开，被推为知事。9月初，各地讨袁部队相继失败，大多革命党人亡命海外，金被通缉，于11日被捕，翌日遭押解至苏州，不久被杀害于苏州皇废基校场。

- 马云卿（1877-1913）。1913年秋，张镇芳大肆抓捕革命党人，在北京将马逮捕下狱。遇害前，马怒厉声斥责：“我北伐将领何罪之有？尔等背叛革命，就开枪向我打来！”当即就义。之后，马之侍卫将其遗体移葬于北京英属义地。

- 李乾立（?-1914)，1911年11月，参与光复合肥。南北议和后，安徽军政大权落入倪嗣冲之手。1913年二次革命期间，安徽爆发两万余人的反倪战斗，李乾立投身其中，跟从水百川讨袁，失败后被捕。1914年，遭军阀倪嗣冲部旅长夏永伦杀害。

- 水百川（1892-1914）。二次革命失败后，倪嗣冲滥杀安徽革命党人。民军为驱逐倪军，在中秋节前纠集逾两万人，设立司令部于寿城东九里岗商定，公推水百川为司令，意欲占领寿州。因久攻不下，分散撤退。水百川往上海避难，拟与管鹏、王建芳等人回皖讨倪，途中遭捕遇害。

- 刘崧衡（1885-1913），1913年宋教仁遇刺案发生后，与邹代藩、周召期等成立湖南公民联合会，主张彻查刺宋案，宣布湖南独立。事败后又组织中国国民除暴团，计划于9月上旬发动起义讨袁，不幸事泄被捕，旋即遇难。

- 陈辅臣（1855-1914），癸丑讨袁时任虎门要塞司令，死守珠江，以防北洋海军进入广州。二次革命失败后，司令部被袁世凯死党龙济光包围，陈辅臣奋力脱险，避往香港。1914年，秘密离港返粤，鼓动粤军反正，不料一到广州，就被龙的部下逮捕陷害。

- 杨少万（1883-1914），1913年，与洛阳货捐局局长沈竹白等，在郑、汴、洛招待国民大会议员，开展河南的反袁斗争。二次革命失败后，张镇芳捕杀民党，杨化装成商人，逃至山东，不幸在一家戏院被捕，遭押至开封。1914年1月28日，在孝严寺就义。

- 伍任钧（1883-1913），1911年长沙起义爆发后，随新军一道进攻湖南抚署，任筹饷总局各地设分局次长。1913年，袁世凯镇压二次革命，汤芗铭任湖南都督，11月9日逮捕16名曾在省政府任职的国民党员，囚禁于内务署，伍亦在其中。14日，被枪杀于贡院坪刑场。

- 樊炎（1887-1914），参加庚戌新军起义和黄花岗起义，时为陆军排长。1911年参加辛亥光复，后任江北讨袁军副司令。1914年，奉命潜赴淮北征募志士、组建军队，作讨袁准备。后因奸人告密，樊等30余人在汤家沟被江北都督蒋雁行部逮捕，8月15日就义于清江浦。

- 伍在伍（1892-1914）。袁世凯独揽大权后，伍在奉天都督府内组织讨袁机关，被都督张锡銮觉察，遂转赴哈尔滨道里秘租房屋潜居。后到蜜峰山、呼兰、海伦、绥化等地运动土匪，约期起事，并派人带款赴大连购匣枪200支运哈尔滨。不久变军溃败，伍被逮捕，押往北京，1914年5月就义。

- 文经纬（1874-1913）。1913年“二次革命”爆发，文经纬时任湖南警察局长。随后汤芗铭出任都督，滥捕国民党人，亲友劝说文经纬避走他处，他拒不接受，痛呼：“国不可为矣，安事苟存！”11月9日被捕，14日与杨德麟等遇难于贡院前坪。

- 陈子香（1885-1914），1911年入淮上军，在张汇滔部任营长，北上光复颖州，晋升团长。不久倪嗣冲攻颖州，陈等夜间突围。1913年9月，倪嗣冲派兵到陈家抓人未获。次年5月13日，州衙又派人包围陈的住宅，将陈及其堂兄陈传经逮走。20日晨，二人被害于寿州城隍庙。

- 张田（1879-1913），1913年7月，为浙江讨袁军八大骨干之一，于嵊县三界、马仁村起事。失利后，返陈英士部。时，袁世凯授意淞沪护军使捕杀党人，张田计划再举，挟弹往湖州起事。不料事泄，多人被捕。是年11月6日，被铜丝勒住手脚分割而死。

- 王发林（1882-1914），辛亥时北上南京，任第1军少将参谋长。民初受孙中山指派，到江西省南昌主持讲武堂工作。1914年，袁世凯搜捕民党人士，讲武堂被撤销停办，王被迫离开江西，回乡暂时避难。不意刚回家乡，南韶连镇守使朱福全已接到密令，将王逮捕，解到韶关杀害。

- 李心昂（1880-1914），1913年冬，奉国民党指示，到开封组织河南中华革命党，密谋推翻袁氏独裁统治。不幸于当年腊月被捕。次年正月，张镇芳在嵩县督师镇压白朗起义的时候，接到有关李等人的案件报告，当即批示“一律死刑”，1914年2月5日在开封执行。

- 贾侠飞（1886-1913），民初创办《自由报》，揭露张镇芳在豫恶政。二次革命爆发后，袁世凯取缔国民党，凡属国民党及同情革命的报纸一律封禁。张镇芳接到袁的密令，即派人捉拿贾侠飞。8月20日，贾在北京被捕，不久被杀害在西直门外万生园前。

- 连承基（1878-1913），1912年1月25日率山东民军与北伐沪军联合进攻北马镇，驻守黄县，失守后图谋反攻，因清帝退位而止。宋案后秘邀国民党天津交通部长邹耀廷及任重、郑天楚、侯振东等人，联络已被遣散的鲁军、关外民军和津军，购置军火，准备讨袁。不幸8月在天津被逮捕。9月18日凌晨，在北京城外小河沿就义。

- 林琦（1890-1914），辛亥年被陈其美任为上海都督府上校参谋，1913年奉命携款前往山东，偕同刘本密招民军，暗中联络军队，拟于曹州起义。不料为逆探所执，由军警押赴山东都督靳云鹏的司令部，再移交济南模范监狱，1914年8月呕血死于狱中。

- 朱葆诚（1889-1913），辛亥年参与光复南京的战斗。1912年5月，前清官僚程德全复任江苏都督，朱受上海同盟会密令，计划除程，事情败露，6月1日被捕。1913年7月12日，朱被江苏讨袁军总司令黄兴释放，复奉命由南京运送军火到上海，7月27日途經苏州被捕，即于当天枪毙。

- 纪东流（1885-1913），21岁考入吉林警官学堂，并加入同盟会，秘密从事反清革命活动。民初为国民党东北地区负责人，二次革命时期任东北讨袁军总司令。1913年9月，被袁世凯当局逮捕并杀害，时年28岁。